# Embu (popolo)
Gli Embu  sono un'etnia keniota. Il territorio ancestrale ricalca quello dei distretti di Embu e di Mbeere, anche se oggi si tende a considerare gli mbeere come un'etnia imparentata ma distinta dagli embu. Gli embu sono un'etnia molto vicina ai kikuyu e ai meru con cui condividono parte del monte Kenya.

## Storia
Non esistono prove certe dell'origine degli embu. La loro mitologia parla di un'origine locale. Dio, Ngai, li avrebbe generati nelle vicinanze di Runyenjes, a Mbue Njeru. Da altri racconti orali, e da alcune tracce archeologiche, si crede ch egli embu facciano parte di quei gruppi di popolazioni bantu che sono giunte nel Kenya centrale dal bacino del Congo. Molto probabilmente, gli embu sono dapprima giunti sulla costa dell'Oceano Indiano e, un secondo tempo, avrebbero ripiegato verso l'interno. Questa è una storia che condividono con i kikuyu e i meru.
Sin dal loro arrivo alle pendici del monte Kenya, gli embu hanno praticato l'agricoltura e allevato bestiame da cortile, sebbene non abbiano disdegnato avere anche delle vacche per la produzione del latte. Gli embu non sono mai stati un popolo guerriero, nel senso di aver pianificato campagne militari di estensione territoriale. Sono però stati sempre fermi nel proteggere il loro territorio dai kamba e da i masai.

## Economia
L'agricoltura rimane l'attività principale degli embu. La produzione di mais, fagioli, patate, banane trova un facile mercato a Nairobi, la capitale del paese. I terreni fertili e la presenza di abbondante acqua per l'irrigazione permette buoni raccolti. Generalmente gli embu godono di un buon introito economico.
La frammentazione delle proprietà agricole sta arrivando al punto di stallo. Quando, cioè, un'ulteriore divisione significherebbe terreni troppo piccoli per una produzione appropriata e a costi gestibili da una famiglia. Questo ha spinto vari embu a cercare lavoro nelle città, specialmente Nairobi.